# لوكهيد بي-38 لايتنينغ
طائرة لوكهيد بي-38 لايتنغ (بالإنجليزية:Lockheed P-38 Lightning)، هي طائرة حربية هجومية، أنتجتها شركة لوكهيد الأمريكية، وكانت القوات الجوية الأمريكية استخدمت هذه الطائرة في الحرب ضد النازيين في أوروبا واليابانيين في المحيط الهادئ.
استخدمت هذه الطائرة في عدة عمليات ومنها: عملية بورما الصينية وحرب المحيط الهادئ وغيرها.

## استخدامات

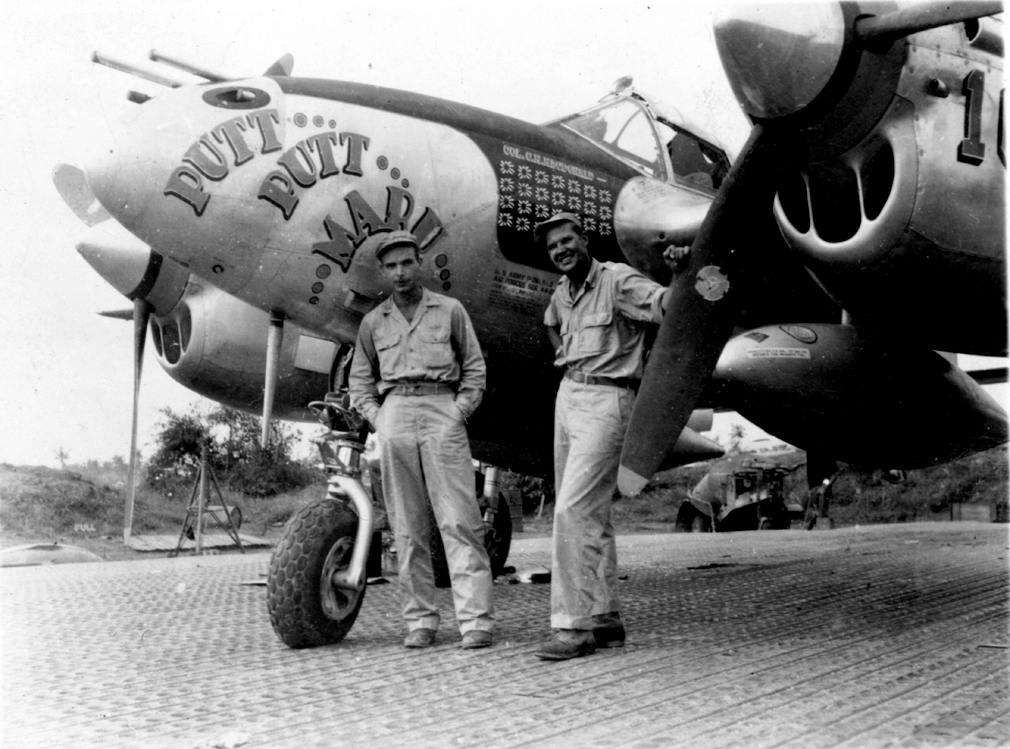
Col. MacDonald and Al Nelson in the Pacific with MacDonald's P-38J.

أستخدمت هذه الطائرة من قبل حلفاؤها ومنها أستراليا، بينما تستخدم كولومبيا هذه الطائرة لأغراض مدنية.

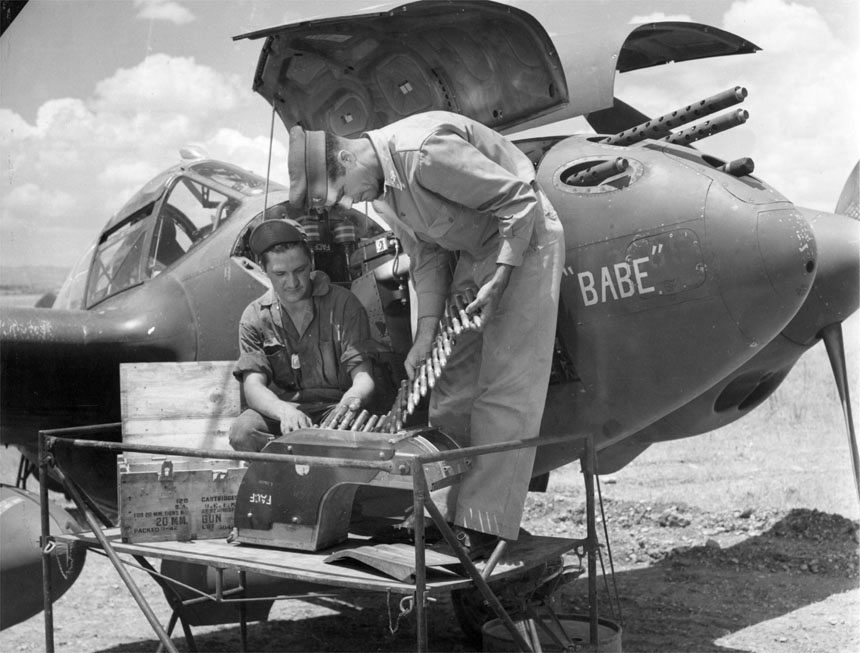
Pilot and aircraft armorer inspect ammunition for the central 20 mm cannon

## وصلات خارجية
- Manual: (1943) AN 01-75FF-2 Erection and Maintenance Instructions for Army Model P-38L-1 Airplane
- United States Air Force Museum P-38 page
- Usaaf.com P-38 photos
- German Pilots Renamed it: GabelschwanzTeufel September 1943 بوبيولار ساينس